# James Sorensen
James Sorensen est un acteur australien né le 18 juillet 1986 à Melbourne.

## Filmographie sélective

### Télévision
- 2006 : Blue Water High : Surf Academy (Blue Water High) : Mike Kruze
- 2007-2010 : Les Voisins (Neighbours) : Declan Napier
- 2012 : Conspiracy 365 : Jake